# Solvente aprotico
In chimica, un solvente aprotico è un solvente la cui struttura molecolare non presenta un atomo di idrogeno dissociabile come ione H+.
Molti di essi sono solventi aprotici apolari, ovvero privi di un momento dipolare apprezzabile; tali solventi sciolgono i composti apolari.
Esempi di solventi aprotici apolari sono gli alcani a medio peso molecolare (pentano, esano, cicloesano, etc.) e gli idrocarburi aromatici (benzene, toluene, ecc.).
I solventi aprotici polari sono invece composti che hanno un'elevata costante dielettrica ed un'elevata polarità, ciò li rende in grado di sciogliere composti polari e ionici, pur non possedendo atomi di idrogeno ionizzabili.
Esempi di solventi aprotici polari sono l'acetone, il tetraidrofurano, il diossano, il dimetilsolfossido, la dimetilformammide, le uree peralchilate, come la tetrametilurea e 1,3-dimetil-2-imidazolidinone, e l'esametilfosforammide.
I solventi aprotici polari favoriscono reazioni di tipo SN2.
Un solvente aprotico è, inoltre, indispensabile quando si effettua una reazione chimica che prevede l'uso di basi molto forti (ad es.: reattivi di Grignard o butillitio). Tali basi sono incompatibili con i solventi protici, con i quali reagiscono liberando idrogeno.